# Aplysia donca
Aplysia donca är en snäckart som beskrevs av Ev. Marcus och Er. Marcus 1960. Aplysia donca ingår i släktet Aplysia och familjen sjöharar. Inga underarter finns listade i Catalogue of Life.